# Občina Ljubljana-Center
Občina Ljubljana-Center je bivša občina v Sloveniji, ki je pokrivala področje Centra (središča) Ljubljane in je bila prvotno razdeljena na 8 (Ajdovščina, Gradišče, Stara Ljubljana, Prule, Kolodvor, Tabor, (Stari) Vodmat, Poljane), kasneje pa na 12 krajevnih skupnosti (poleg naštetih še: Trg Osvoboditve, Josip Prašnikar, Ledina in Nove Poljane).  

## Zgodovina
Občina je bila ustanovljena z Zakonom o območjih okrajev in občin v Ljudski republiki Sloveniji, ki ga je sprejela Ljudska Skupščina Ljudske republike Slovenije dne 28. junija 1955 in je nastopil 29. junija istega leta, ko je bil objaven v Uradnem listu LRS.
Ukinjena je bila 31. decembra 1994 na podlagi Zakona o ustanovitvi občin ter o določitvi njihovih območij, ko je bila občina vključena v novoustanovljeno Mestno občino Ljubljana.